# Bellavista (klimroute)

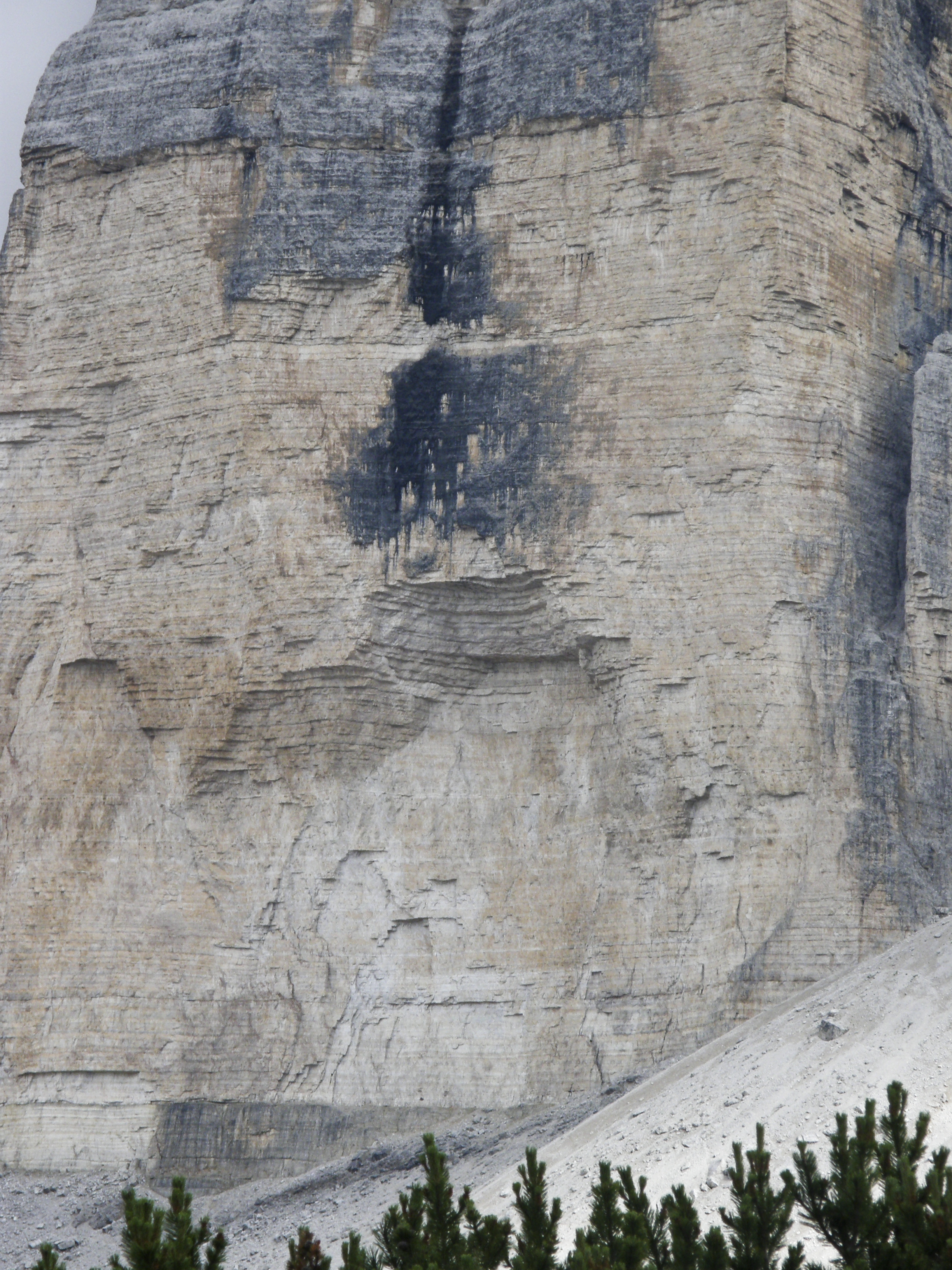
Noordwand van de Cima Ovest

Bellavista is een bekende klimroute op de noordwand van de Cima Ovest. De route is solo geopend door Alexander Huber in de winter van het jaar 2000. Huber gaf de route een moeilijkheidsgraad van 7b+/A4. Een jaar later bouwde hij de route uit en veranderde de moeilijkheidsgraad in een 8C, de zwaarste alpiene rotsklimroute op dit moment.
In de zomer van 2002 herhaalde de bekende Italiaanse klimmer Mauro Bole de route na een 3 maanden durende poging